# 몽골 여자 축구 국가대표팀
몽골 여자 축구 국가대표팀은 몽골을 대표하는 여자 축구 대표팀으로 몽골 축구 연맹에서 관리한다. 남자대표팀과 마찬가지로 아시아 축구 최약체로 평가받는 팀들 중 하나이며 아직까지 FIFA 여자 월드컵과 AFC 여자 아시안컵, 아시안 게임 본선 경험은 전무하다.

## 국제 대회 경력

### EAFF E-1 풋볼 챔피언십
2018년 9월 5일 괌과의 2019년 EAFF E-1 풋볼 챔피언십 예선 1라운드를 통해 FIFA 공인 국제 경기 공식 데뷔전을 치렀고 이 경기에서 1-0으로 승리했으며 앞서 열린 북마리아나 제도와의 1차전 경기에서 3-2로 승리를 거두었지만 이는 FIFA가 인정하지 않은 비공식 경기였다. 이 대회에 첫 출전해 예선 1라운드에서 2승 1무의 호성적으로 2라운드에 올랐지만 예선 2라운드에서는 3전 전패·최하위를 기록하며 결승라운드 진출에 실패했다.

### AFC 여자 아시안컵
2022년 AFC 여자 아시안컵 예선을 통해 사상 첫 메이저 대회 예선 데뷔전을 치렀으나 E조에서 대한민국과 우즈베키스탄을 상대로 2전 전패·무득점·24실점·조 최하위라는 처참한 성적을 남기며 아시아 축구의 높은 벽을 실감했다.

## 성적

### FIFA 여자 월드컵
- 1991년: 불참
- 1995년: 불참
- 1999년: 불참
- 2003년: 불참
- 2007년: 불참
- 2011년: 불참
- 2015년: 불참
- 2019년: 불참

### AFC 여자 아시안컵
- 1975년: 불참
- 1977년: 불참
- 1979년: 불참
- 1981년: 불참
- 1983년: 불참
- 1986년: 불참
- 1989년: 불참
- 1991년: 불참
- 1993년: 불참
- 1995년: 불참
- 1997년: 불참
- 1999년: 불참
- 2001년: 불참
- 2003년: 불참
- 2006년: 불참
- 2008년: 불참
- 2010년: 불참
- 2014년: 불참
- 2018년: 불참
- 2022년: 예선 탈락

### EAFF 여자 동아시안컵
- 2005년: 불참
- 2008년: 불참
- 2010년: 불참
- 2013년: 불참
- 2015년: 불참
- 2017년: 불참
- 2019년: 예선 탈락

## 같이 보기
- 몽골 축구 국가대표팀